# Keuken (kookwijze)
Een keuken is een wijze waarop gekookt wordt met kenmerkende ingrediënten, technieken, gerechten en eetgewoontes. Behalve de keukens van streken en landen, zoals de Franse keuken of de Chinese keuken, bestaan er ook keukens van culturele of religieuze groepen, zoals de joodse keuken. Sommige keukens worden wereldkeukens genoemd, vanwege hun invloed en verspreiding buiten het gebied waar ze zijn ontstaan. Een keuken is veranderlijk en heterogeen; vaak zijn er verschillende stijlen.